# Cyclura cychlura cychlura
Cyclura cychlura cychlura  — підвид ящірок родини ігуанові (Iguanidae).

## Поширення
Ендемік Багамських островів. Зустрічається лише на острові Андрос у західній частині архіпелагу Велика Багама. Андрос є найбільшим з Багамських островів, площею 5,959 км². Підпопуляції підвиду знаходяться на півночі, центрі і на півдні острова.

### Підпопуляції
За оцінками популяція підвиду становить 2500-5000 особин та поділяється на три або більше субпопуляцій. Ці цифри можуть бути занадто оптимістичними, так як спостерігаються лише рідкісні тварини, що розкидані по різних місцях. Проте, через віддаленість і складність в доступі у більшу частину регіону, ареал виду вивчений не досконало. Великі субпопуляції можна зустріти в центральних і південних районах острова. 
Оцінки розміру субпопуляцій станом на 2004 рік згідно з даними МСОП: 
- Північний Андрос- <500;
- Центральний Андрос- <1,500;
- Південний Андрос- <2,000;
- Узбережна зона- <1000.

## Опис
Підвид є одним з найбільших видів циклур, що досягає близько 1,5 метрів завдовжки. Його забарвлення варіює від темно-сірого до чорного, з жовтуватим, зеленим або помаранчевим відтінком луски на ногах, спинному гребені і голові. Для виду, як і інших видів з роду Cyclura є характерним статевий диморфізм: самці більші за самок і мають більш спинні гребені, а також більшеі пори на стегнах, які використовуються, щоб випустити феромони.

## Спосіб життя
Ящірка населяє сухі соснові ліси, зарослі чагарників та прибережну смугу рослинності. Живиться рослинною їжею. Дорослі ховаються у тріщинах скель, вапняку або норах побудованих у супісках. Молодь живе на деревах.